# Campyloneurus pachypus
Campyloneurus pachypus (лат.) — вид паразитических наездников рода Campyloneurus из семейства Braconidae.

## Распространение
Китай (Hubei, Zhejiang)

## Описание
Мелкие бракониды (длина 6-7 мм). Усики тонкие, нитевидые, состоят из 44 члеников. От близких видов отличается следующими признаками: третий — пятый тергиты метасомы равномерно чёрно-коричневые (у сходного вида Campyloneurus brachyurus третий — пятый тергиты с желтоватыми пятнами); скапус усика относительно массивный, в 1,3 раза больше его максимальной ширины (у C. brachyurus 2,3 ×); мезоплевра, заднеспинка и метаплевра чёрно-коричневые (у C. brachyurus красновато-жёлтые); поперечная нижняя борозда пятого тергита метасомы полная (у C. brachyurus медиально отсутствует).
Третий тергит брюшка в задней части с хорошо развитой зазубреной поперечной бороздкой. Усики длиннее переднего крыла; дорсальный клипеальный край килевидный; брюшко гладкой и блестящее. Предположительно эктопаразитоиды личинок жуков.